# Wereldkampioenschap voetbal 2010 (Groep C) Engeland - Algerije
In dit artikel wordt de wedstrijd tussen Engeland en Algerije in Groep C tijdens het wereldkampioenschap voetbal van 2010, die werd gespeeld op 18 juni 2010, nader uitgelicht.

## Wedstrijdgegevens
| Engeland | 0 – 0        | Algerije |
| | goals        | |
| Fabio Capello | bondscoach   | Rabah Saâdane |
| David James Glen Johnson Jamie Carragher John Terry Ashley Cole Aaron Lennon 63' Gareth Barry 84' Frank Lampard Steven Gerrard Wayne Rooney Emile Heskey 74' | opstellingen | Raïs M'Bolhi Madjid Bougherra Rafik Halliche Anthar Yahia Foued Kadir Hassan Yebda 77' Medhi Lacen Nadir Belhadj 86' Ryad Boudebouz Karim Ziani Karim Matmour |
| Shaun Wright-Phillips 63' Jermain Defoe 74' Peter Crouch 84'                                                                                                 | wissels      | 74' Djamel Abdoun 81' Adlène Guédioura 89' Djamel Mesbah |
| Jamie Carragher 58' | gele kaarten | 85' Medhi Lacen |
| | rode kaarten | |

## Overzicht van wedstrijden
| Groepswedstrijden | | | |
| Groep A | Groep B | Groep C | Groep D |
| Zuid-Afrika - Mexico Uruguay - Frankrijk Zuid-Afrika - Uruguay Frankrijk - Mexico Mexico - Uruguay Frankrijk - Zuid-Afrika | Zuid-Korea - Griekenland Argentinië - Nigeria Argentinië - Zuid-Korea Griekenland - Nigeria Griekenland - Argentinië Nigeria - Zuid-Korea | Engeland - Verenigde Staten Algerije - Slovenië Slovenië - Verenigde Staten Engeland - Algerije Slovenië - Engeland Verenigde Staten - Algerije | Duitsland - Australië Servië - Ghana Duitsland - Servië Ghana - Australië Australië - Servië Ghana - Duitsland    |
| Groep E | Groep F | Groep G | Groep H |
| Nederland - Denemarken Japan - Kameroen Nederland - Japan Kameroen - Denemarken Kameroen - Nederland Denemarken - Japan    | Italië - Paraguay Nieuw-Zeeland - Slowakije Slowakije - Paraguay Italië - Nieuw-Zeeland Paraguay - Nieuw-Zeeland Slowakije - Italië       | Ivoorkust - Portugal Brazilië - Noord-Korea Brazilië - Ivoorkust Portugal - Noord-Korea Noord-Korea - Ivoorkust Portugal - Brazilië             | Honduras - Chili Spanje - Zwitserland Chili - Zwitserland Spanje - Honduras Chili - Spanje Zwitserland - Honduras |
| Achtste finales | | | |
| Uruguay - Zuid-Korea Verenigde Staten - Ghana                                                                              | Duitsland - Engeland Argentinië - Mexico                                                                                                  | Nederland - Slowakije Brazilië - Chili | Paraguay - Japan Spanje - Portugal                                                                                |
| Kwartfinales | | | |
| Brazilië - Nederland | Uruguay - Ghana | Argentinië - Duitsland | Paraguay - Spanje                                                                                                 |
| Halve finales | | | |
| Nederland - Uruguay | Nederland - Uruguay | Duitsland - Spanje | Duitsland - Spanje                                                                                                |
| Troostfinale | | | |
| Uruguay - Duitsland | | | |
| Finale | | | |
| Spanje - Nederland | | | |